# Israel Start-Up Nation/Saison 2020
Diese Liste beschreibt den Kader und die Siege des Radsportteams Israel Start-Up Nation in der Saison 2020.

## Erfolge in der UCI WorldTour
| Datum       | Rennen                    | Fahrer        |
| ----------- | ------------------------- | ------------- |
| 10. Oktober | 8. Etappe Giro d’Italia   | Alex Dowsett  |
| 22. Oktober | 3. Etappe Vuelta a España | Daniel Martin |

## Erfolge in der UCI ProSeries
| Datum      | Rennen                                    | Fahrer       |
| ---------- | ----------------------------------------- | ------------ |
| 26. Januar | 1. Etappe Vuelta a San Juan Internacional | Rudy Barbier |

## Erfolge in denUCI Continental Circuits
| Datum         | Rennen                       | Kat. | Fahrer          |
| ------------- | ---------------------------- | ---- | --------------- |
| 20. Februar   | 1. Etappe Tour of Antalya    | 2.1  | Mihkel Räim     |
| 3. März       | Le Samyn                     | 1.1  | Hugo Hofstetter |
| 19. September | 4. Etappe Slowakei-Rundfahrt | 2.1  | Rudy Barbier    |

## Nationale Straßen-Radsportmeister
| Datum        | Rennen                                           | Fahrer           |
| ------------ | ------------------------------------------------ | ---------------- |
| 20. August   | Estnische Meisterschaft – Straßenrennen          | Norman Vahtra    |
| 22. August   | Österreichische Meisterschaft – Einzelzeitfahren | Matthias Brändle |
| 6. November  | Israelische Meisterschaft – Einzelzeitfahren     | Guy Sagiv        |
| 21. November | Israelische Meisterschaft – Straßenrennen        | Omer Goldstein   |

## Mannschaft
| Teamkader 2020          | Teamkader 2020     | Teamkader 2020         | Teamkader 2020                                  |
| Name                    | Geburtsdatum       | Land                   | Vorheriges Team                                 |
| ----------------------- | ------------------ | ---------------------- | ----------------------------------------------- |
| Matteo Badilatti        | 30. Juli 1992      | Schweiz                | Team Vorarlberg-Santic (2018)                   |
| Rudy Barbier            | 18. Dezember 1992  | Frankreich             | AG2R La Mondiale (2018)                         |
| Jenthe Biermans         | 30. Oktober 1995   | Belgien                | Katusha-Alpecin (2019)                          |
| Guillaume Boivin        | 25. Mai 1989       | Kanada                 | Optum-Kelly Benefit Strategies (2015)           |
| Matthias Brändle        | 7. Dezember 1989   | Österreich             | Trek-Segafredo (2018)                           |
| Alexander Cataford      | 1. September 1993  | Kanada                 | UnitedHealthcare (2018)                         |
| Davide Cimolai          | 13. August 1989    | Italien                | Groupama-FDJ (2018)                             |
| Alex Dowsett            | 3. Oktober 1988    | Vereinigtes Königreich | Katusha-Alpecin (2019)                          |
| Itamar Einhorn          | 20. September 1997 | Israel                 | Côtes d'Armor-Marie Morin-Véranda Rideau (2019) |
| Omer Goldstein          | 13. August 1996    | Israel                 | Ampo-Goierriko TB (2017)                        |
| André Greipel           | 16. Juli 1982      | Deutschland            | Arkéa-Samsic (2019)                             |
| Ben Hermans             | 8. Juni 1986       | Belgien                | BMC Racing Team (2017)                          |
| Hugo Hofstetter         | 13. Februar 1994   | Frankreich             | Cofidis, Solutions Crédits (2019)               |
| Reto Hollenstein        | 22. August 1985    | Schweiz                | Katusha-Alpecin (2019)                          |
| Daniel Martin           | 20. August 1986    | Irland                 | UAE Team Emirates (2019)                        |
| Travis McCabe           | 12. Mai 1989       | Vereinigte Staaten     | Floyd's Pro Cycling (2019)                      |
| Daniel Navarro          | 18. Juli 1983      | Spanien                | Katusha-Alpecin (2019)                          |
| Krists Neilands         | 18. August 1994    | Lettland               | Axeon-Hagens Berman (2016)                      |
| Guy Niv                 | 8. März 1994       | Israel                 | Israel Cycling Academy Development (2017)       |
| James Piccoli           | 5. September 1991  | Kanada                 | Elevate-KHS Pro Cycling (2019)                  |
| Nils Politt             | 6. März 1994       | Deutschland            | Katusha-Alpecin (2019)                          |
| Mihkel Räim             | 3. Juli 1993       | Estland                | Pro Immo Nicolas Roux (2015)                    |
| Alexis Renard           | 1. Juni 1999       | Frankreich             | Côtes d'Armor-Marie Morin-Véranda Rideau (2019) |
| Guy Sagiv               | 5. Dezember 1994   | Israel                 | BMC Racing Team (2015)                          |
| Patrick Schelling       | 1. Mai 1990        | Schweiz                | Team Vorarlberg-Santic (2019)                   |
| Rory Sutherland         | 8. Februar 1982    | Australien             | UAE Team Emirates (2019)                        |
| Norman Vahtra           | 23. November 1996  | Estland                | Cycling Tartu (2019)                            |
| Tom Van Asbroeck        | 19. April 1990     | Belgien                | EF Education First-Drapac (2018)                |
| Mads Würtz Schmidt      | 31. März 1994      | Dänemark               | Katusha-Alpecin (2019)                          |
| Rick Zabel              | 7. Dezember 1993   | Deutschland            | Katusha-Alpecin (2019)                          |
|                         |                    |                        |                                                 |
| Quelle: ProCyclingStats |                    |                        |                                                 |